# 晴ときどき曇
「晴ときどき曇」（はれときどきくもり）は、スキマスイッチが2011年9月14日に発売した15枚目のシングル。初回生産限定盤・通常盤の2種類同時発売で、初回盤のCDはBlu-spec CD仕様であるほか、DVDが付属されている。

## 収録曲
全作詞・作曲：スキマスイッチ
1. 晴ときどき曇 [5:36]
  - 花王「アタックNeo」CMソング
  - アルペン「スポーツデポ 沖縄県下スポーツデポ3店舗リニューアルOPEN SALE」CMソング[2]
  - アルペン「スポーツデポ・アルペン ブラックフライデーセール」CMソング[3]
  - 2011USENJ-POP 年間総合ランキングでは10位にランクインしている[4]。
  - 三作連続配信リリースの第三弾として、CD販売と同時に配信リリースされた。ダウンロード購入者には視聴アクセスパスワード付き待ち受け画面をプレゼントされ、パスワードでアクセスするとWEBで期間限定スペシャル映像を見ることができた。
  - 大橋曰く「ミディアムテンポでエヴァーグリーンな仕上がり」な楽曲[5]。
  - Mr.Childrenの『CROSS ROAD』にインスピレーションを受けて作られた楽曲であり「4、5年前から「ミディアムテンポのいつ聴いても普遍的で明るい曲を作りたい」と考えていて、やっと出来た曲」と語っている[6][5]。
  - The Beatlesのサウンドを意識して制作されており、『re:Action』でリアレンジを担当したBENNY SINGSも「オールドファッションな曲作りをしているトラック」と評している[7]。
  - 後のインタビューでは、東北大震災の経験が反映された楽曲であることを明かしている[8]。
  - ビデオクリップが2種類存在する（それぞれ本シングルと『musium』の初回特典DVDに収録）。
  - 2012年に実施された、5thアルバム『musium』までの楽曲を対象としたファン投票で9位となり、『DOUBLES BEST』に収録された。
2. 石コロDays [5:54]
  - NHK Eテレ『中学生日記』主題歌
  - 8月13日に配信リリースされた楽曲。三作連続配信リリースの第二弾。
3. ガレポンク <Instrumental> [2:48]
  - 10thシングル「マリンスノウ」収録曲「ノウムの調べ <instrumental>」以来となる、インスト曲。
  - セッション的に「この音重ねたらカッコ良くない？」と話しながら、ドラムを叩いたりベースを弾いたりして遊び感覚で作られた楽曲[5]。
4. 晴ときどき曇 <backing track> [5:33]

## 初回特典DVD
1. 「晴ときどき曇」ビデオクリップ
2. スキマスイッチの休日（完全版）
  - 「センチメンタル ホームタウン」、「石コロDays」の期間限定スペシャル映像の完全版。

## 7inchアナログ盤
- 2011年にリリースした15thシングル「晴ときどき曇」のアナログ盤。
- 自身が立ち上げたアナログ専門レーベル「KU-KAN RECORDS」からの第七弾リリース作品[9]。
- 完全限定盤。
- 33回転仕様。
- 「ボクノート / 猫になれ」「晴ときどき曇 / 石コロDays」との同時リリース。
- 2020年2月～9月にリリースされた全25タイトルの「特典引換券」を集めて送ることで7インチ収納BOXがプレゼントされる。

### 収録曲
全作詞・作曲：スキマスイッチ

#### SIDE A
1. 晴ときどき曇

#### SIDE B
1. 石コロDays

## ライブ映像作品
| 曲名         | 発売年 | 作品名                                                                      |
| ------------ | ------ | --------------------------------------------------------------------------- |
| 晴ときどき曇 | 2012年 | スキマスイッチ TOUR 2012 “musium” THE MOVIE                                 |
| 晴ときどき曇 | 2013年 | スキマスイッチ TOUR 2012-2013“DOUBLES ALL JAPAN”THE MOVIE                   |
| 晴ときどき曇 | 2014年 | スキマスイッチ 10th Anniversary Arena Tour 2013 “POPMAN'S WORLD”THE MOVIE   |
| 晴ときどき曇 | 2014年 | Sukimaswitch in Augusta Camp 2013                                           |
| 晴ときどき曇 | 2014年 | スキマスイッチ 10th Anniversary “Symphonic Sound of SukimaSwitch” THE MOVIE |
| 晴ときどき曇 | 2015年 | sukimaswitch official fan club DELUXE FAN CLUB EVENT TOUR 「V.I.P. Vol.3」  |
| 晴ときどき曇 | 2016年 | スキマスイッチ TOUR 2016 “POPMAN'S CARNIVAL” THE MOVIE                      |
| 晴ときどき曇 | 2021年 | スキマスイッチ TOUR 2020-2021 Smoothie THE MOVIE                            |
| 晴ときどき曇 | 2023年 | DELUXE FAN CLUB EVENT TOUR V.I.P. Vol.4                                     |
| 石コロDays   | -      | →「 石コロDays#ライブ映像作品 」を参照                                      |
| ガレポンク   | -      | -                                                                           |

## 収録アルバム
| 曲名         | 発売年 | 作品名                                                            | 分類         |
| ------------ | ------ | ----------------------------------------------------------------- | ------------ |
| 晴ときどき曇 | 2011年 | musium                                                            | オリジナル   |
| 晴ときどき曇 | 2012年 | DOUBLES BEST                                                      | ベスト       |
| 晴ときどき曇 | 2012年 | スキマスイッチ TOUR 2012 "musium"                                 | ライブ       |
| 晴ときどき曇 | 2013年 | POPMAN'S WORLD〜All Time Best 2003-2013〜                         | ベスト       |
| 晴ときどき曇 | 2013年 | スキマスイッチ TOUR 2012-2013“DOUBLES ALL JAPAN”                  | ライブ       |
| 晴ときどき曇 | 2014年 | スキマスイッチ 10th Anniversary Arena Tour 2013 “POPMAN'S WORLD”  | ライブ       |
| 晴ときどき曇 | 2014年 | スキマスイッチ 10th Anniversary “Symphonic Sound of SukimaSwitch” | ライブ       |
| 晴ときどき曇 | 2016年 | スキマスイッチ TOUR 2016 “POPMAN'S CARNIVAL”                      | ライブ       |
| 晴ときどき曇 | 2017年 | re:Action                                                         | コンセプト   |
| 晴ときどき曇 | 2020年 | スキマノハナタバ 〜Smile Song Selection〜                         | コンセプト   |
| 晴ときどき曇 | 2021年 | Weather Song of スキマスイッチ                                    | プレイリスト |
| 石コロDays   | -      | →「 石コロDays#収録アルバム 」を参照                              |              |
| ガレポンク   | 2016年 | POPMAN'S ANOTHER WORLD                                            | ベスト       |